# Meczet Muhammada w Baku
Meczet Muhammada w Baku (azer. Məhəmməd məscidi) – meczet na Starym Mieście w Baku, stolicy Azerbejdżanu. Jest najstarszym dokładnie datowanym zabytkiem architektonicznym w mieście.

## Historia
Według ustnej tradycji, meczet został zbudowany na miejscu dawnej świątyni ognia. Dzięki napisowi po północnej stronie meczetu wiadomo jednak, iż meczet zbudował Muhammad, syn Abu Bakra w 471 roku hidżry, czyli na przełomie 1078 i 1079 roku. Dzięki imieniu twórcy powstała nazwa meczetu. Jednak meczet posiada także drugą, ludową nazwę i brzmi ona Sınıqqala, co oznacza „Złamana Wieża”. Nazwę tę wiąże się z uszkodzeniem, które poniósł meczet podczas ataku wojsk rosyjskich na Baku w lipcu 1723 roku. Wówczas składająca się z 15 statków flota rosyjska dowodzona przez admirała Matiuszkina zbliżyła się do miasta i zażądała jego poddania. Gdy mieszkańcy odmówili, rosyjskie okręty wojenne zaczęły bombardować miasto. Jeden z pocisków uderzył w minaret meczetu, doprowadzając do jego uszkodzenia. W tym czasie zaczął wiać gwałtowny wiatr, który uniemożliwił dalszy ostrzał i jednocześnie odciągnął rosyjskie okręty z dala od miasta w kierunku morza. Mieszkańcy miasta zinterpretowali to wydarzenie jako boską interwencję. Od tego czasu, aż do połowy XIX wieku, minaret meczetu nie został odbudowany i był symbolem wytrwałości i odwagi obrońców miasta.

## Architektura
Minaret ma nie tylko znaczenie historyczne, ale także architektoniczne – jest głównym elementem, który rzuca się w oczy. Różni się od późniejszych minaretów surowym monumentalizmem i skromnością. Wieżę wieńczy tradycyjnie gzyms podpierający szerefe – balkonik, z którego muezzin wyśpiewuje azan. Kamienna barierka balkonu ozdobiona jest ornamentem z wielokątów i sześcioramiennych gwiazd – wzór popularny w sztuce dekoracyjnej Azerbejdżanu. U podstawy gzymsu wykuto w murze arabskie cytaty z Koranu zapisane pismem kufickim.
Sam budynek meczetu ma dosyć prostą konstrukcję i niewielkie rozmiary. Sala modlitewna jest połączona z małym przedsionkiem w północnej części meczetu z bogato zdobionym mihrabem. Sala ma sufit wykończony drewnem i ozdobiona jest znajdującymi się po wschodniej i zachodniej ścianie wąskimi oknami, otoczonymi kamiennymi kratkami szebeke. Ornamenty wokół łuku były skonstruowane z palonej cegły, której użycie nie jest bardzo typowe dla architektury Baku i Półwyspu Apszerońskiego.

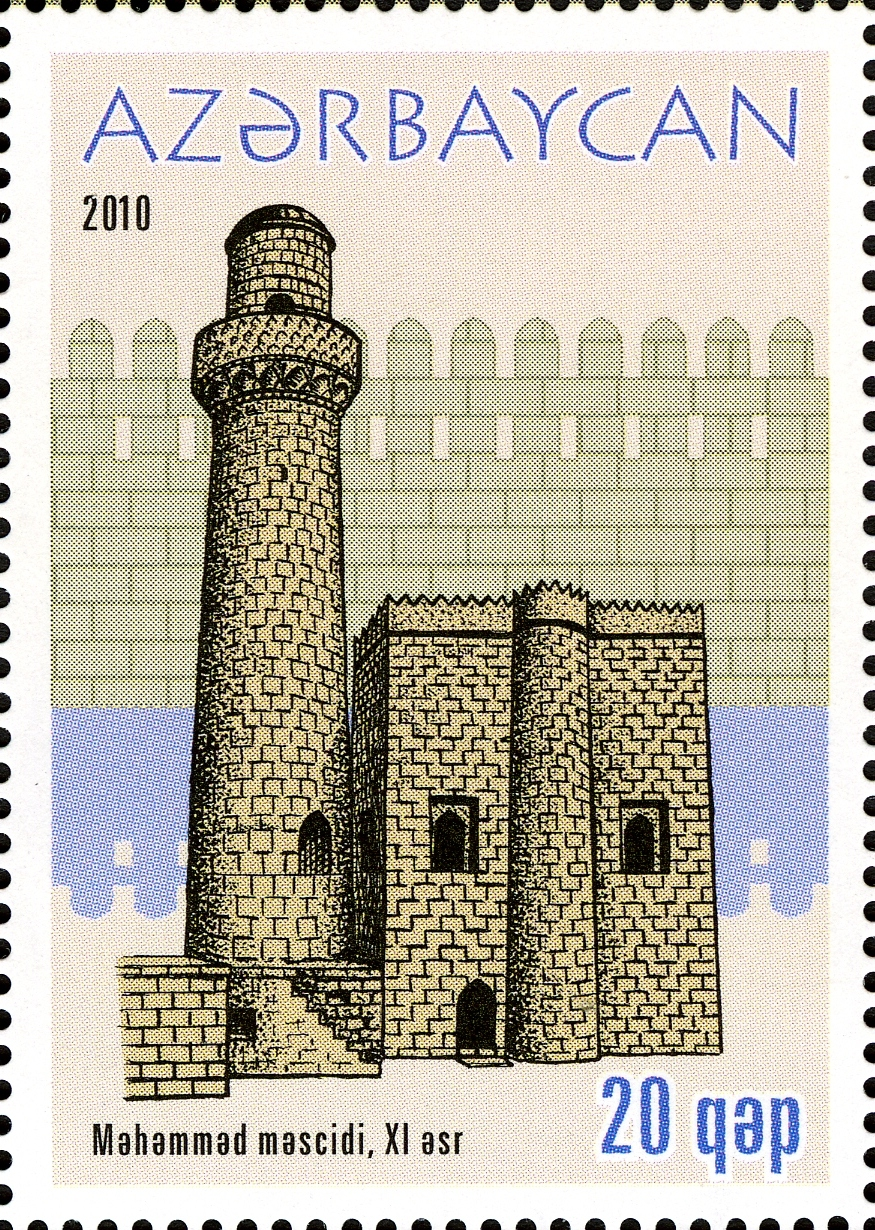
Znaczek pocztowy
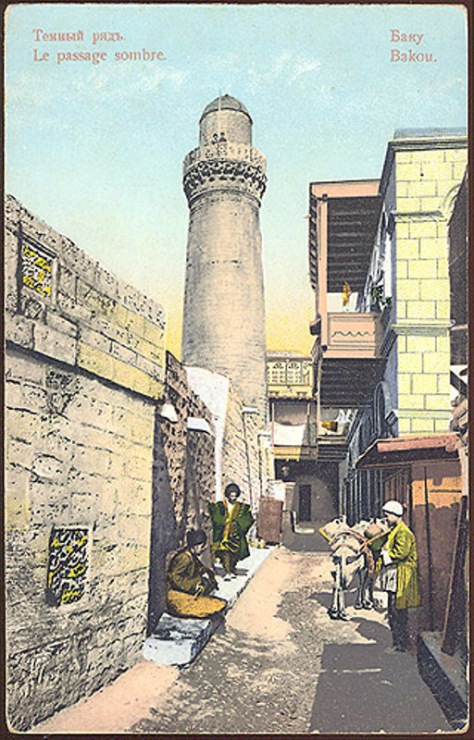
Minaret około roku 1900
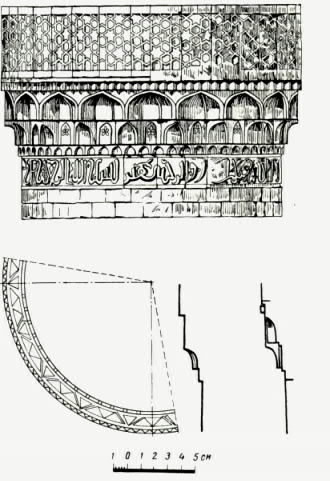
Zdobienia minaretu
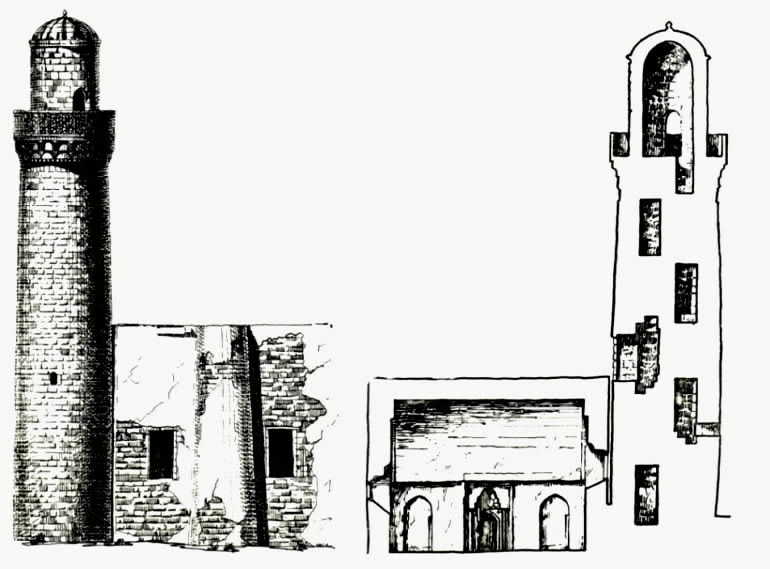
Przekrój